# Březová (district de Zlín)
Pour les articles homonymes, voir Březová.
Březová (en allemand : Brzezowa, de 1939 à 1945 : Birkenwald) est une commune du district et de la région de Zlín, en République tchèque. Sa population s'élevait à 514 habitants en 2020.

## Géographie
Březová se trouve à 11 km au nord-est de Zlín, à 87 km à l'est-nord-est de Brno et à 259 km au sud-est de Prague.
La commune est limitée par Hrobice au nord, par Trnava au nord-est, par Slušovice à l'est et au sud, par Hvozdná au sud, et par Ostrata à l'ouest.

## Histoire
La première mention écrite du village date de 1407.

## Transports
Par la route, Bratřejov se trouve à 11 km de Fryšták, à 14 km de Zlín, à 102 km de Brno et à 308 km de Prague.